# Лейквуд-чёрч-сентрал-кампус
Ле́йквуд-чёрч-се́нтрал-ка́мпус (англ. Lakewood Church Central Campus) — мегацерковь в городе Хьюстон, штата Техас. Вмещает до 16 тысяч прихожан.

## История
С 1975 по 2003 год здание служило многоцелевым спортивным комплексом для различных команд Хьюстона. До 1998 года здание называлось «Саммит» (англ. The Summit). С 1998 по 2003 год титульным спонсором арены была компьютерная компания Compaq, в то время комплекс именовался «Компак Сентер» (англ. Compaq Center). В 2003 году арену приобрела внеконфессиональная религиозная организация Lakewood Church, которая переоборудовала здание арены под мегацерковь.